# Терме ди Карињано (Пезаро и Урбино)
Терме ди Карињано је насеље у Италији у округу Пезаро и Урбино, региону Марке.
Према процени из 2011. у насељу је живело 7 становника. Насеље се налази на надморској висини од 44 м.